# Дик Грейсон
Дик Грейсон (англ. Dick Grayson) — супергерой из вселенной DC Comics. Он был создан Бобом Кейном, Биллом Фингером и Джерри Робинсоном и впервые появился в Detective Comics #38 в апреле 1940 года.
Является первым Робином.
В мае 2011 года, Дик Грейсон в качестве Найтвинга занял 11 место в списке 100 лучших героев комиксов по версии IGN.

## Биография
Дик Грейсон был единственным сыном Летучих Грейсонов, семейной пары, работающей профессиональными акробатами, они путешествовали по миру вместе с Цирком Хэйли. Когда Дику было девять лет его родители погибли на глазах толпы во время выполнения своего коронного номера без страховочной сетки. Им подпилил трапецию гангстер Босс Зукко (глава местной мафии), так как хозяин цирка отказался платить.
Осиротевший Дик был взят под опеку Брюсом Уэйном, который также был в цирке той ночью. Дик быстро обнаружил, что Брюс — это Бэтмен. Брюс обучил его всем навыкам, всё, что он знал, он передал своему помощнику. Дик стал напарником Бэтмена, первым Робином.
За следующие девять лет между Брюсом и Диком сформировались отношения отца и сына. Дик работал не только с Бэтменом, он был лидером Новой Команды Титанов много лет. Некоторое время он учился в Хадсанском Университете, но быстро бросил и вернулся в Готэм. После того, как его чуть не подстрелил Джокер, Бэтмен понял, что он больше не может подвергать опасности жизнь Дика. Их пути расходятся, и Дик вскоре сменил себе имя и стал Найтвингом — лидером новой Команды Титанов.
В конечном счете, Бэтмен взял себе нового напарника, второго Робина, Джейсона Тодда. Джейсон был вспыльчивым и склонным делать всё по-своему, не слушая Бэтмена. Джейсон был убит Джокером.
Дик дальше работал с Титанами и почти женился на одной из них — Старфайр. Их свадьба была расстроена, когда у алтаря их атаковала злая сущность Рейвен, одной из Титанов. Дик и Старфайр расходятся, и она возвращается на свою родную планету. После неудачной свадьбы Дик уходит из рядов Титанов.
Через некоторое время после смерти Джейсона Тодда Бэтмен сталкивается с Тимом Дрейком — другом детства Дика, и свидетелем убийства родителей Дика в цирке Хейли. Тим видел в действии летучих Грейсонов и Бэтмена с Робином и догадался, что если Робин и Дик Грейсон имеют одинаковые навыки, то Дик, должно быть, был Робином, а Брюс Уэйн, следовательно, Бэтмэном. Тим чувствовал, что Бэтмен нуждается в Робине, чтобы прикрыть ему спину и потому что со смертью второго Робина, Джейсона Тодда, Бэтмен стал опрометчивым и невнимательным. Он убедил Дика снова стать Робином и вернуться к Бэтмэну, однако после столкновения с Двуликим Тим понял, что Бэтмэну действительно нужен был новый Робин, и Тим Дрейк стал третьим Робином. С тех пор между ним и Диком окончательно сформировались братские отношения.
Вскоре после того, как Тим стал Робином, сумасшедший Бэйн (Отрава / Проклятье) сломал позвоночник тёмному рыцарю. Злодей знал, что для того, чтобы захватить Готэм, нужно лишь уничтожить его защитника. Даже лёжа в постели Брюс чувствовал, что новый Бэтмен был необходим. Он знал, что нельзя заставлять Дика быть Бэтменом: Грейсон теперь самостоятельный человек и не захочет быть Бэтменом. За неимением других кандидатов Брюс выбрал исправившегося Жан-Поля Вэлли (англ. Jean-Paul Valley), также известного как Азраил (англ. Azrael) — обученный убийца стал новым, более жестоким Бэтмэном. Дик не мог оставаться в стороне, и в скором времени Бэтмэн излечился с помощью Тима и Дика, забрал мантию Летучей мыши у всё больше и больше сходившего с ума Азраила, а затем на некоторое время по неизвестным причинам ушёл, оставив Дика вместо себя. И он стал Бэтмэном. Дик окончательно вжился в роль и понял, что Брюс заслужил отдых, так как раньше никогда не отдыхал. Как только Брюс вернулся, он возобновил отношения с Диком. «Отец и сын» выяснили, в чём была причина их размолвки, из-за которой они так отдалились за эти годы, и они теперь снова в хороших отношениях. Дику, живущему в Готэме, частенько помогал Брюс. Но, когда на берегу гавани Готэма обнаружили 21 труп неизвестных людей, Брюс послал Дика в близлежащий город Блюдхейвен (англ. Blϋdhaven), чтобы он всё выяснил.
Затем Дик решает обосноваться в Блюдхейвене, который находится в очень скверном состоянии и, возможно, нуждается в присутствии героя даже больше, чем Готэм. Дик теперь стал независимым человеком, деньги приходили на его счет с трастового фонда который был основан для родственников погибших той ужасной ночью в Цирке Хали, он остался в городе с намерением очистить его от преступников. Позже Дик устроился на работу в Блюдхейванские полицейские силы (англ. Blϋdhaven Police Force), чтобы бороться с преступностью не только ночью, но и днём, также он участвовал в преобразовании команды Титанов, после чего и стал руководителем группы. Его отношения с Брюсом были усилены недавним усыновлением Дика, Брюс стал законным отцом Дику, а Дик законным сыном Брюсу. Дик и прежняя Бэтгёрл, Барбара Гордон (теперь — Оракул), также начали встречаться, они всегда были хорошими друзьями и нравились друг другу. Долгое время они работали на пару, но впоследствии расстались, так как Барбара слишком сильно боялась потерять возлюбленного из-за его ночных вылазок.
Во время Бесконечного Кризиса Дик едва не погиб от рук Лекса Лютора, что привело Бэтмена на грань, и Тёмный рыцарь был готов застрелить злодея. Найтвинг выжил и поправился, хотя для этого понадобились определённое время и специальные тренировки под руководством Оракула. После этого Дик отправился в кругосветное путешествие вместе с Брюсом и Тимом.
После того, как Брюс (а на самом деле его клон) погиб от рук Дарксайда во время Финального Кризиса, Дик победил других претендентов на роль защитника Готэма (события Batman: Battle for the Cowl) и принял мантию, став новым Бэтменом, ведь город теперь нуждался в защитнике больше, чем когда-либо. Но Уэйн возвращается и становится Бэтменом в более глобальном масштабе, в то время как Грейсон остаётся стражем Готэма. После перезагрузки The New 52 Грейсон вернулся к роли Найтвинга.

### Flashpoint
Во время событий Flashpoint Дик был цирковым артистом и вместе с родителями выступал в шоу «Летающие Грейсоны». Их коллегами по цирку были Мертвец и Король Акул. Они путешествовали по Европе, пока в польском городе Калиш их не настигли амазонки в компании Старфаер. Позже Дик присоединился к Сопротивлению.

### Injustice Gods Among Us
В Injustice Gods Among Us Дик Грейсон помогает героям в башне дозора перемещаться в параллельную вселенную, в которую «параллельный» Бэтмен перенёс нескольких героев для помощи в борьбе с обезумевшим Суперменом.
В этой параллельной вселенной Дик Грейсон был убит Демианом Уэйном за 5 лет до события видеоигры.
За 2,5 года до начала игры Дик стал новым Мертвецом.
В конце игры Дик из оригинальной вселенной помог вернуться лиге домой.

## Силы и способности
В отличие от многих супергероев он, как и Бэтмен, не обладает какими-либо сверхчеловеческими силами или способностями; Найтвинг немного слабее, чем Бэтмен. Относительно его детективных навыков, он уступает опять лишь Темному Рыцарю. Навыки превосходного рукопашного боя Найтвинг опять-таки узнал от Бэтмена, таким образом, их навыки очень подобны — в основном, это смесь различных стилей: Айкидо; Джит-Кун-До; Арнис и т. д. Ключевым различием между Найтвингом и Бэтменом является тот факт, что Дик безупречный гимнаст и прекрасный атлет. Благодаря этому его бой кажется более плавным.

### Снаряжение
Костюм Найтвинга сделан из специальных переплетающихся тканей: номекс и кевлар, они делают его огнестойким и пуленепробиваемым. Также в костюм встроен очень мощный электрошок, напряжение которого хватает чтобы вывести из строя любого неприятеля, который хочет нанести ему вред, например, когда Дик без сознания. Перчатки и ботинки Найтвинга имеют секретные отделения, в которых он хранит дымовые шашки, отравляющий газ, комплект скорой помощи, портативный компьютер и т. д. В каждой его перчатке имеется по 12 отделений, а в каждом из его ботинок — 7. Также на спине у него находятся пазы для пары боевых жезлов, сделанных из лёгкого металла. Обычно, Грейсон использует их для ближнего боя — они отлично подходят как для атаки, так и для защиты.
Среди средств передвижения Найтвинг имеет специальный автомобиль и катер. Но чаще всего он использует свой любимый мотоцикл.

## Вне комиксов

### Кино
Грейсон впервые появился уже в фильме 1943 года. Костюм Робина был скопирован с комиксов и сделан довольно грубо. Роль исполнил Дуглас Крофт.
В 1960-х Робин появился снова в исполнении Берта Уорда. Здесь его характер был сильно смещён в комичную сторону, но зато он стал умнее. Он быстро разгадывал загадки Загадочника и преданно помогал Бэтмену.
В тетралогии Бёртона/Шумахера Дик Грейсон появляется в третьем фильме «Бэтмен навсегда» в исполнении американского актёра Криса О’Доннела. Здесь его родителей убивает Двуликий, а Робином он становится лишь к концу фильма. В следующем фильме, «Бэтмен и Робин», Робин является одним из главных героев. В данном фильме у него с Бэтменом возникают разногласия, когда Робин влюбляется в Ядовитого Плюща.
В трилогии Кристофера Нолана Рейчел Доуз была родственницей Грейсонов, но сценарий изменился. Джона Блейка называют Робином в фильме «Темный рыцарь: Возрождение легенды»
В DCEU Робин косвенно упоминается в фильмах Бэтмен против Супермена: На заре справедливости (в Бэт-пещере находится костюм Робина, на котором граффити создана надпись Ха-ха-ха тебя разыграли, Бэтмен (англ. ha ha ha jokes on you Batman)). Однако Зак Снайдер позже раскрыл личность владельца костюма — он принадлежит Джейсону Тодду, второму Робину, который умер в комиксах от рук Джокера. Дик Грейсон так же упоминается в Отряд самоубийц (удалённая сцена, в которой Бэтмен обещает отомстить Джокеру, также отняв у него кое-что важное). В 2018 году режиссёр Зак Снайдер подтвердил существовавшую фанатскую теорию — Дик Грейсон был убит Джокером. По словам режиссёра, подробности о смерти героя будут представлены в режиссёрской версии фильма Лига справедливости, которая выйдет в 2021 году на сервисе HBO Max.
В феврале 2017 года стало известно что киностудия Waner Bros запустили разработку сольный фильм Найтвинге  который будет посвящен Дику Грейсону станет частью Расширенной вселенной DC.

### Телевидение
- В мультсериале «Новые приключения Бэтмена» Найтвинга озвучил Лорен Лестер.
- В сериале «Бэтмен будущего», действие которого происходит намного позже событий, описываемых в комиксах, костюм Найтвинга всё ещё висит в Бэтпещере, а новый Бэтмен в одном из эпизодов заимствует его маску.
- Дик Грейсон будучи Робином является одним из основных персонажей мультсериала «Юные Титаны». Здесь он представлен опытным, но юным героем, ставшего лидером Титанов. Какое-то время он успел быть Красным-Иксом, и работать на Слэйда, но благополучно возвращался на сторону своих друзей.
  - Хотя версия Робина из мультсериала «Юные Титаны» никогда напрямую не упоминается в мультфильме как Дик Грейсон, в его характере есть ряд элементов, которые указывают на это. Это включает в себя цвет его костюма, визуальное изображение двух падающих артистов на трапеции, работа в Бэт-Пещере с Бэтменом когда Рэйвен входит в разум Робина в эпизоде "Призраки", Робин становится Найтвингом в эпизоде "Насколько навсегда?", Его романтические отношения со Старфайр, а в эпизоде "Расколотый" показана версия Робина из альтернативной вселенной с точно такой же ДНК по имени Носйерг Кид (Дик Грейсон, написанное наоборот). Дополнительный комикс «Юные титаны, вперед!» кажется, подтверждает, что эта версия Робина действительно является Диком Грейсоном, поскольку выпуск № 47 посвящен Робину, борющемуся в годовщину смерти своих родителей (которые показаны как Летающие Грейсоны, как в эпизоде "Призраки") с другим Титаны пытаются помочь ему справиться. Бэтмен делает эпизодическую роль, наблюдая за Башней Титанов из города, и, увидев поцелуй Робина и Старфайр, заявляет, что Робин «в лучших руках».
- Юные Титаны: Происшествие в Токио.
- Появляется в эпизоде «Grudge Match» мультсериала «Лига Справедливости без границ».
- В direct-to-video фильме 2010 года «Бэтмен: Под красным колпаком» Найтвинга озвучил актёр Нил Патрик Харрис.
- В анимационном сериале 2004 года «Бэтмен» как Робин в четвёртом сезоне, а в будущей временной линии как Найтвинг.
- Появляется в начале как Робин в «Бэтмен: Отважный и смелый», а в эпизоде «Sidekicks Assemble!» становится Найтвингом.
- Один из главных героев мультсериала «Юная Лига Справедливости». В первом сезоне фигурирует в качестве Робина, а во втором сезоне, который выходит с подзаголовком «Вторжение», выступает в качестве лидера команды в роли Найтвинга. В конце второго сезона, после возвращения Аквалэда, уходит на отдых, но возвращается в последующих сезонах.
- В мультфильмах «Сын Бэтмена», «Бэтмен против Робина» и «Бэтмен дурная кровь» Дик Грейсон является одним из персонажей, озвучен Шоном Махером[11].
- В мультфильмах «Безграничный Бэтмен: Животные инстинкты», «Безграничный Бэтмен: Нашествие монстров» и «Безграничный Бэтмен: Роботы против мутантов» как один из главных персонажей.
- Дик Грейсон был озвучен Бертом Уордом в мультфильме «Бэтмен: Возвращение рыцарей в масках».
- Появляется в анимационном фильме «Юные Титаны: Контракт Иуды».
- Является одним из главных героев игрового сериала «Титаны». Его роль исполняет Брентон Туэйтес. Здесь образ кардинально расходится с образом из комиксов. Здесь Дик более жесток. Уходит от Бэтмена, потому что боится перейти черту и убить кого-нибудь. В начале сериала работает в полиции Детройт. Как показано во флэшбеках, был лидером команды Титанов и состоял в отношениях с Дон Грейнджер (Минка Келли), однако из-за обмана вся команда отворачивается от него, как и его девушка Дон (2 сезон 8 серия). После пытается возродить команду Титанов. В обновленный состав входят Рэйвен, Старфайр и Бист Бой, позже к ним присоединяются и другие члены. В первом сезоне Дик действует как Робин, пока не сжигает костюм, а в финале 2-го сезона становится Найтвингом.
- Появляется в мультфильме «Несправедливость», где помогает Бэтмену в борьбе против Супермена.
- В мультфильме «Бэтмен-ниндзя против лиги якудза[англ.]» (2025) является одним из второстепенных персонажей.

### В компьютерных играх
- Lego Batman: The Videogame — присутствует в игре, как Найтвинг. Играбельный персонаж.
- LEGO Batman 2: DC Super Heroes — присутствует в игре, как Робин. Играбельный персонаж. И в DLC как Найтвинг.
- LEGO Batman 3:Beyond Gotham — играбельный персонаж.
- Batman: The Rise of Sin Tzu — присутствует в игре, как Найтвинг. Играбельный персонаж.
- Batman: Arkham City — доступен как играбельный персонаж в режиме испытаний. Добавляется в игру при покупке Nightwing Bundle. Имеет два костюма: стандартный и вариант из Batman: The Animated Series .
- DC Universe Online — появляется как NPC. В игровом режиме «Легенда» является одним из играбельных персонажей.
- Batman: The Brave and the Bold – The Videogame — присутствует в игре, как Робин. Играбельный персонаж в версии для Nintendo Wii.
- Injustice: Gods Among Us — доступен в качестве игрового персонажа. Появляется в начале игры в основной вселенной.
- Batman: Arkham Origins — является играбельным персонажем в мультиплеере, выступает как Робин. Озвучен Джошем Китоном
- появляется в Batman: Arkham Knight в образе Найтвинга, помогая Бэтмену в борьбе с Пингвином и Убийцей Кроком.

## Критика и отзывы
- В мае 2011 года, Дик Грейсон в качестве Найтвинга занял 11 место в списке 100 лучших героев комиксов по версии IGN.[1]
- В 2013 году Дик Грейсон в качестве Найтвинга занял 5 место в списке 25 лучших героев DC Comics по версии IGN[12].